# Рейс, Фернандо
Фернандо Сарайва Рейс (род. 10 марта 1990 года, Сан-Паулу, Бразилия) — бразильский тяжелоатлет, выступающий в весовой категории свыше 105 кг. Участник Олимпиады-2012 в Лондоне и Олимпиады-2016 в Рио-де-Жанейро, двукратный чемпион Панамериканских игр.

## Биография
Фернандо Рейс родился 10 марта 1990 года в Сан-Паулу, Бразилия. Тяжёлой атлетикой начал заниматься в 11 лет.
Фернандо Рейс первый в истории бразильский тяжелоатлет, выигравший золото Панамериканских игр в категории свыше 105 кг. Участник двух Олимпиад. В 2012 году в Лондоне был 11-м. На Олимпиаде-2016 в Рио-де-Жанейро по сумме попыток занял 5-е место.

## Спортивные результаты
| Год  | Соревнование            | Место проведения | Весовая категория | Рывок  | Толчок | Сумма двоеборья | Место |
| 2010 | Чемпионат мира          | Анталья          | свыше 105 кг      | 155 кг | 190 кг | 345 кг          | 26    |
| 2011 | Панамериканские игры    | Гвадалахара      | свыше 105 кг      | 185 кг | 225 кг | 410 кг          | 1     |
| 2011 | Чемпионат мира          | Париж            | свыше 105 кг      | 176 кг | 217 кг | 393 кг          | 17    |
| 2012 | Летние Олимпийские игры | Лондон           | свыше 105 кг      | 180 кг | 220 кг | 400 кг          | 11    |
| 2013 | Чемпионат мира          | Вроцлав          | свыше 105 кг      | 182 кг | 228 кг | 410 кг          | 7     |
| 2014 | Чемпионат мира          | Алма-Ата         | свыше 105 кг      | 190 кг | 230 кг | 420 кг          | 9     |
| 2015 | Панамериканские игры    | Торонто          | свыше 105 кг      | 192 кг | 235 кг | 427 кг          | 1     |
| 2015 | Чемпионат мира          | Хьюстон          | свыше 105 кг      | 195 кг | 230 кг | 425 кг          | 10    |
| 2016 | Летние Олимпийские игры | Рио-де-Жанейро   | свыше 105 кг      | 195 кг | 240 кг | 435 кг          | 5     |
| 2017 | Чемпионат мира          | Анахайм          | свыше 105 кг      | 200 кг | 240 кг | 440 кг          | 6     |
| 2019 | Панамериканские игры    | Лима             | свыше 109 кг      | 190 кг | 230 кг | 420 кг          | 1     |